# Суперкубок Молдови з футболу
Суперкубок Молдови з футболу — футбольний турнір у Молдові, в якому визначається найкращий клуб Молдови.

## Всі фінали
| Рік  | Чемпіон             | Володар кубка       | Рахунок        | Стадіон                          |
| ---- | ------------------- | ------------------- | -------------- | -------------------------------- |
| 2003 | «Шериф» (Тирасполь) | «Зімбру» (Кишинів)  | 3:2            | Спорткомплекс «Шериф», Тирасполь |
| 2004 | «Шериф» (Тирасполь) | «Зімбру» (Кишинів)  | 1:0            | Спорткомплекс «Шериф», Тирасполь |
| 2005 | «Шериф» (Тирасполь) | «Ністру» (Атаки)    | 4:0            | Спорткомплекс «Шериф», Тирасполь |
| 2007 | «Шериф» (Тирасполь) | «Зімбру» (Кишинів)  | 1:0            | Спорткомплекс «Шериф», Тирасполь |
| 2011 | Дачія (Кишинів)     | Іскра-Сталь         | 1:0            | Спорткомплекс «Шериф», Тирасполь |
| 2012 | Мілсамі             | «Шериф» (Тирасполь) | 0:0 (пен. 6:5) | Спорткомплекс «Шериф», Тирасполь |
| 2013 | «Шериф» (Тирасполь) | Тирасполь           | 2:0            | Спорткомплекс «Шериф», Тирасполь |
| 2014 | «Зімбру» (Кишинів)  | «Шериф» (Тирасполь) | 1:1 (пен. 4:3) | Спорткомплекс «Шериф», Тирасполь |
| 2015 | «Шериф» (Тирасполь) | Мілсамі             | 3:1            | Спорткомплекс «Шериф», Тирасполь |
| 2016 | «Шериф» (Тирасполь) | Заря                | 3:1            | Спорткомплекс «Шериф», Тирасполь |
| 2019 | Мілсамі             | «Шериф» (Тирасполь) | 0:0 (пен. 5:4) | Мала спортивна арена, Тирасполь  |
| 2021 | Сфинтул Георге      | «Шериф» (Тирасполь) | 2:2 (пен. 4:2) | Муніципальний стадіон, Бєльці    |